# Solveig Lohne
Solveig Lohne, född 8 februari 1945, död 18 april 2019, var en norsk konstnär från Sandefjord.  Hon är känd för sina målerier och grafiska konst, och har haft många separat- och kollektivutställningar i Skandinavien.

## Biografi
Solveig Lohnes blev tidigt intresserad av tecknande och målande, och hon var redan som barn inställd på att bli konstnär. Med en mamma som var en duktig sömmerska och en mormor som höll på med vävning så var det naturligt för Lohne att arbeta med sina händer, och hennes behov att skapa togs på allvar. Som 12-åring tog hon privatlektioner hos målaren Borghild Nilsen. Förutom intresset för konst ägnade hon sig åt gymnastisk och löpning där hon tog flera medaljer. När hon var 14 år gick hon med i godtemplarordens ungdomsförening. Hon bidrog med att teckna och måla plakat till ordens internationella ungdomsläger som arrangerades av Sandefjordgrenen 1965.
Efter att hon gått ut grundskolan började hon arbeta som färgkonsulent på Jotunfabriken i Sandefjord. Därefter började hon på Statens håndverks- og kunstindustriskole 1964, för att lära sig om färg, målning och tekniker. Efter det började hon på Statens Kunstakademi i Oslo, där hon studerade 1966–1968 och 1970–1972. Under perioden 1968–1969 var hon var utbytesstudent i Holland på Koninklijke Academie van Beeldende Kunsten i Haag. Hon gick även på Konsthögskolan i Stockholm 1973–1975 för att lära sig att arbeta med plast som material till sin konst. Därefter arbetade hon med att göra skulpturer i polyester
Lohne bodde i Tirstrup i 17 år. Under sin tid i Danmark var hon med och etablerade det danska konstmagasinet Hrymfaxe. 1983 blev hon redaktör för den norska avdelningen av magasinet.
2018 fick hon Vestfold fylkes konstnärspris. Året därpå dog hon i cancer.

### Konst
Redan som 17-åring ställde Solveig Lohne ut sin första tavla. Hon var med på Sandefjords konstförenings kollektivutställning för amatörer på Bymuseet i Sandefjord. Hennes bidrag var ett självporträtt som enligt lokaltidningen Sandefjords Blad förtjänade uppmärksamhet.
I en intervju hon gjorde som 20-åring sa hon att Edvard Munch och Vincent van Gogh var hennes stora förebilder, men att hon var noga med att inte kopiera deras stil, då hennes mål var att hitta sin egen personliga konstnärliga uttrycksform. Vid den här tiden i sitt konstnärskap arbetade hon mest med blyertsteckningar och en naturalistisk form
1969 ställde hon ut ett verk på den välkända Høstutstillingen, samt ett verk i Unge Kunstneres Samfunns lokaler i Oslo. Vid denna tiden arbetade hon med grafik och kollage i sin konst, med figurativt uttryck samtidigt som hon var mest dragen till surrealismen.
1970 gjorde hon sin första separatutställning på Unge Kunstneres Samfunn, bestående av 20 målerier och 11 grafiska arbeten. Målerierna förställde, som hon själv uttryckte det, abstraherade figurationer av en figur som kunde liknas vid människa, medan de grafiska tavlorna var inspirerade av hennes första resa till Skagen, som hade gjort ett starkt intryck på henne.
| ”                     | 2. mars 1968 kom jag för första gång i mitt liv til Skagen, och jag blev faktisk helt lamslått över mötet med ljuset och horisonten. Det var en uppenbarelse att möta dessa naturkrafter. Det hände något i mig, och jag föddes på riktig som bildkonstnär | „ |
| – - Solveig om Skagen | |   |

Solveig Lohne var den första konstnären i Norge som använde så kallad shaped canvas, något som sedan blev en del av hennes varumärke.  På 1980-talet började hon arbeta med att skapa mönster av naturelement.

## Inköpt av
- Museet for Samtidskunst.
- Nasjonalgalleriet.
- Riksgalleriet.
- Norsk Kultturråd.
- Statens Konstråd, Sverige.
- Ribe Kunstmuseum, Danmark.
- Statens Kunstakademi, Oslo.
- Oslo Kommunes Kunstsamlinger.
- Örebro Läns Museum, Sverige.
- Ribe Kunstmuseum, Danmark.
- Ribe Amts Kunstfond, Danmark.
- Tistrupsamlingen, Danmark.
- Telemark Fylkeskommune.
- Aust-Agder Fylkeskommune.
- Haugar, Vestfold Kunstmuseum.
- Vestfold Fylkeskommune.
- Sandefjord kommune.
- Vestjyllands Kunstmuseum, Danmark.

## Konstnärlig utsmyckning
- Furuholmengården, Oslo.
- Kvelde Sykehjem.
- Bergen Musikkonservatorium.
- NRK Hordaland, Bergen.
- Distriktshøyskolen i Hedemark.
- Telemark Sentralsykehus.
- Norske Skog, Fornebu.
- Sandefjord Byfogdembede.
- Høyskolen i Vestfold.
- Borgheim Skole.
- Sydvestjysk Universitetscenter, Esbjerg.
- I samarbete m. Bjarke Regn Svendsen:  Jakobyskolen, Varde.  Ribelund.
- Menighetssalen, Gesing Kirke.

## Utställningar

### Separatutställningar
- 1970 Unge Kunstneres Samfund, Oslo.
- 1972 Galleri Edison, Haag, Nederland.
- 1974, 1994, 1999 Galleri Norske Grafikere, Oslo.
- 1975 Galleri Aix, Stockholm, Sverige.
- 1975 Wadköpingshallen, Örebro, Sverige.
- 1976, 1985 Oslo Kunstforening.
- 1978 Kunstnernes Hus, Oslo.
- 1978 och 1981 Grafikfrämjandet, Stockholm, Sverige.
- 1983 Galleri Nordpilen, Ålborg, Danmark.
- 1984 Ribe Kunstmuseum, Danmark.
- 1985 Galleri Sankt Agnes, Roskilde, Danmark.
- 1986, 1989, 1991 Galleri Heer, Oslo.
- 1989 Sandefjord Kunstforening.
- 1991 Galerie Zenite, København, Danmark.
- 1993 Vesfold Kunstnersenter, Larvik.
- 1998 Visningsrommet, USF, Bergen.
- 2000 Galleri Ask, Åsgårstrand.
- 2000 Telemark Kunstnersenter.
- 2003 Haugar Vestfold Kunstmuseum, Tønsberg.
- 2004 Kunstverket Galleri, Oslo.
- 2012 Sandefjord kunstforening.
- 2012, 2015  Galleri Strand, Gressvik.
- 2013 Artgate, Oslo.
- 2015 Vestjyllands Kunstmuseum.
- 2015 Larvik Kunstforening – Bølgen Kulturhus.
- 2015 Art Galleri, Sandefjord.[7]

### Samlingsutställningar
- 1968–1970, 1975 och 1982 UKS, vårutstilling, Oslo.
- 1969–1973, 1975, 197–1981, 1984, 1986–1988, 1990 och 1999 Høstustillingen, Oslo.
- 1974 Galleri 1, Bergen.
- 1974–1975 «Norsk Samtidskunst», vandreutstilling i Europa,.
- 1975 «Kvinnen og kunsten», Kunstnernes Hus, Oslo.
- 1979 «UMA», Stedelijk Museum, Amsterdam, Nederland.
- 1979, 1989, 1990 «PRO», Charlottenborg Udstillningsbygning, København, Danmark.
- 1980 Fredrikshavn Kunstmuseum, Danmark.
- 1981-82 «Nordiska Kvinnor», vandreustilling i Norden,.
- 1982, 1984–1987, 1992–1993 Østlandsutstillingen.
- 1983 Drammen Kunstforening.
- 1984 Spring Gallery, Taipei, Taiwan.
- 1984, 1987, -90 Esbjerg Museum, Danmark.
- 1985 «Nordaspekt», Galleri St. Agnes, Roskilde, Danmark.
- 1985 Galeria 85, Gdansk, Polen.
- 1985, 1988, 1996 Vejen Museum, Danmark.
- 1987 «Nordaspekt», Holst Halvorsens Kunsthandel, Oslo.
- 1987, 1989 Overgaden neden vandet, København, Danmark.
- 1988, 1994 Grafikkbiennalen i Fredrikstad.
- 1988 Galleri Bi-Z, Kristiansand.
- 1990 Århus Kunstbygning, Danmark.
- 1990 «Uten tittel», Museet for Samtidskunst, Oslo.
- 1990 Henie Onstad Kunstsenter, Høvikodden.
- 1991«Tegn», Tronhjems Kunstforening.
- 1991, 1992 Falubiennalen, Falun, Sverige.
- 1992 «Holdepunkter», Museet for Samtidskunst, Oslo.
- 1992, 1994, 1995, 1996 «Den Gyldene», Charlottenborg, København, Danmark.
- 1993 Grafikktrennalen i Riga, Latvia.
- 1993 Galleri Heer, Oslo.
- 1993 «Landskap», Kunstnersenteret i Buskerud, Drammen.
- 1994 Galleria Az., Milano, Italia.
- 1995 «Grafikk 1995», Trondhjems Kunstforening.
- 1995 «8 fra Norge i Polen», Samtidsmuseet, Radom, Polen.
- 1995 Århus Kunstmuseum, Danmark.
- 1995 Lauenburgischen Kunstverein, Schwarzenbeck, Tyskland.
- 1996, -98, 2001, -02, -04 "Den gyldne", Charlottenborg, København, Danmark.
- 1997 «Syrah», Vestfold Kunstnersenter Haugar, Tønsberg.
- 1997 "Syrah" Vestfold Kunstnersenter Haugar, Tønsberg.
- 2001 Telemark Fylksgalleri, Notodden.
- 2004 Vestjyllands Kunstmuseum, Danmark.
- 2005 Galleri Ateneum, Warszawa, Polen.
- 2010 Vestjyllands Kunstmuseum, Danmark.
- 2014 "Den Gyldne", Rundetårn, København.
- 2014 "Gylden sommer", Dronninglund Kunstcenter.
- 2014 "Travelling", Vestjyllands Kunstmuseum.